# Emmi Pikler
Emmi Pikler (9 de enero de 1902 - 6 de junio de 1984 ) fue una médico formada en Viena que se instaló como pediatra en Budapest en los años 1930. Su visión del niño pequeño - un ser activo, competente, capaz de iniciativas - le lleva a convencer a las familias que ella acompaña de lo adecuado del desarrollo motor autónomo y de la importancia de una actividad auto-inducida y conducida por el niño mismo. Atenta igualmente a la dimensión relacional,  muestra como vivirla en los momentos de cuidados, en un compartir íntimo y profundo entre el adulto y el niño.
En 1946 se confía a Emmi Pikler la responsabilidad de una casacuna en Budapest (llamado hoy en día Instituto Pikler). En la misma línea de su trabajo con las familias, (ella) busca el medio de ofrecer a los pequeños que ahí se crían una experiencia de vida que preserve su desarrollo y evite las carencias dramáticas que puede crear la ausencia de un lazo significativo con los padres. 
En la casacuna de la calle Lóczy va a nacer así un modo de encargarse de los niños pequeños original e innovador. Sin buscar reproducir la relación maternal, proyecto vano en una institución - Emmi Pikler y sus colaboradoras permitirán a los niños establecer vínculos cálidos con sus cuidadoras, gracias a una atención exclusiva ofrecida a cada uno durante los cuidados, a una coherencia en la vida cotidiana, a una estabilidad de los adultos y a las respuestas finamente adaptadas a las necesidades individuales. 
Una gran confianza está puesta en la capacidad de cada niño a desarrollarse en estas condiciones por su propia actividad, siguiendo sus propios intereses. La actividad autónoma es la regla, sostenida por la relación establecida con los adultos. Gracias a esta actividad y a este sostén, el niño se percibe como competente, digno de atención, reconocido en su individualidad. En resumen, él elabora una confianza en sí mismo que le permite crecer armoniosamente.
Numerosas investigaciones han sido y son todavía llevadas a cabo por el equipo de Lóczy, al cual se le deben publicaciones y filmes. Emmi Pikler ha dirigido hasta 1979 el Instituto que lleva ahora su nombre. Falleció en 1984. Hoy, más de cien años después del nacimiento de su fundadora, el Instituto Pikler continúa acogiendo niños con la misma rigurosidad y la misma preocupación en su bienestar, con la misma voluntad incansable de ofrecer a cada uno lo que necesita.